# Norfolk (Massachusetts)
|  | Per a altres significats, vegeu «comtat de Norfolk (Massachusetts)». |

Norfolk és un town al comtat de Norfolk (Massachusetts) amb 10.646 habitants al cens del 2007.

## Demografia
Segons el cens del 2000 Norfolk tenia 10.460 habitants, 2.818 habitatges, i 2.412 famílies. La densitat de població era de 272,1 habitants/km².
Dels 2.818 habitatges en un 50,5% hi vivien nens de menys de 18 anys, en un 78,1% hi vivien parelles casades, en un 5,7% dones solteres, i en un 14,4% no eren unitats familiars. En el 10,8% dels habitatges hi vivien persones soles el 4,5% de les quals corresponia a persones de 65 anys o més que vivien soles. El nombre mitjà de persones vivint en cada habitatge era de 3,08 i el nombre mitjà de persones que vivien en cada família era de 3,36.
Per edats la població es repartia de la següent manera: un 27,2% tenia menys de 18 anys, un 4,5% entre 18 i 24, un 36,9% entre 25 i 44, un 25,8% de 45 a 60 i un 5,5% 65 anys o més.
L'edat mediana era de 37 anys. Per cada 100 dones de 18 o més anys hi havia 157,3 homes.
La renda mediana per habitatge era de 86.153 $ i la renda mediana per família de 92.001$. Els homes tenien una renda mediana de 60.926 $ mentre que les dones 40.825$. La renda per capita de la població era de 32.454$. Entorn del 0,8% de les famílies i l'1,1% de la població estaven per davall del llindar de pobresa.